# 北海道芦別総合技術高等学校
北海道芦別総合技術高等学校（ほっかいどう あしべつそうごうぎじゅつこうとうがっこう）は、かつて北海道芦別市北7条西5丁目にあった道立工業・商業併置の高等学校。北海道芦別高等学校へ統合され、在校生の卒業をもって2006年（平成18年）に閉校した。
閉校後の校舎はその後星槎総合教育研究所（せいさそうごうきょういくけんきゅうじょ）として星槎グループに引き継がれている。

## 沿革
- 1988年（昭和63年） - 北海道芦別工業高等学校と北海道芦別商業高等学校との統合校として開校（芦別工業高の生徒は2・3年生として転入学）
- 1989年（平成元年） - 芦別商業高の経理科3年生が転入学
- 2004年（平成16年） - 生徒募集を停止、統合相手であり存続校となる北海道芦別高等学校へ移行。
- 2006年（平成18年） - 閉校。